# Tres Naciones de Rugby League 2006
El Tres Naciones de Rugby League 2006 fue la cuarta edición del Tres Naciones de Rugby League.

## Equipos
- Australia
- Gran Bretaña
- Nueva Zelanda

## Fase de grupos
| Equipo        | Encuentros | Encuentros | Encuentros | Encuentros | Tantos  | Tantos    | Tantos     | Puntos |
| Equipo        | jugados    | ganados    | empatados  | perdidos   | a favor | en contra | diferencia | Puntos |
| ------------- | ---------- | ---------- | ---------- | ---------- | ------- | --------- | ---------- | ------ |
| Australia     | 4          | 3          | 0          | 1          | 95      | 66        | +29        | 6      |
| Nueva Zelanda | 4          | 2          | 0          | 2          | 85      | 68        | +19        | 4      |
| Gran Bretaña  | 4          | 1          | 0          | 3          | 51      | 97        | −46        | 2      |

Nota: Se otorgan 2 puntos al equipo que gane un partido, 1 al que empate y 0 al que pierda.
|  | Clasifican a la final |

## Final
| 25 de noviembre | Australia | 16 - 12 | Nueva Zelanda | Estadio de Fútbol de Sídney, Sídney |  |
|                 |           |         |               | Asistencia: 27.325 espectadores     |  |

| Bandera de Australia |
| Campeón Australia    |
| Tercer título        |